# میدان نمازی
میدان نمازی یکی از میدان‌های اصلی شیراز در ایران است. بیمارستان نمازی، کتابخانه خوارزمی، درمانگاه مطهری، درمانگاه امام رضا و دانشکده مهندسی دانشگاه شیراز در نزدیکی این میدان واقع شده‌اند.

## ترابری

### جاده‌ای
- بلوار کریم‌خان زند
- بلوار دانشجو
- خیابان ملاصدرا

### اتوبوسرانی
- خط ۱
- خط ۲۲
- خط ۲۴
- خط ۶۸
- خط ۷۰
- خط ۷۱
- خط ۷۴
- خط ۹۱
- خط ۱۰۹
- خط ۱۲۰
- خط ۱۳۸
- خط ۱۵۱
- خط ۱۵۴

### مترو
- ایستگاه متروی نمازی